# Checo Acosta
Alcibiades Antonio Acosta Agudelo (Soledad, Atlántico, 14 de junio de 1964), conocido artísiticamente como El Checo Acosta, es un cantante colombiano de música folclórica costeña como la cumbia.

## Biografía
Hijo del cantante Alci Acosta, desde los siete años fue bautizado con el nombre artístico de Checo Acosta, por el gusto hacia el fútbol y su padre lo comparaba con un futbolista checo, dado que tiene antepasados nacidos en esa nación. Desde niño cantaba baladas en festivales infantiles. Quería ser baladista o bolerista, pero el destino lo llevó a la música tropical.
Tiene 4 hijos, 2 de su primer matrimonio llamados Lauren, quien lo ha acompañado durante toda su carrera artística desempeñándose como su bailarina principal, y Anthony de Jesús Acosta Donado con la diseñadora Kalina Donado Osorio, y 2 hijas, de su segundo matrimonio llamadas Sharon Janeth y Naomi Acosta Tobón con la diseñadora, bailarina y coreógrafa Jazmin Elena Tobón Marin.

## Trayectoria
Pasó por las orquestas de Joe Arroyo, La Renovación, Adolfo Echeverría, Juan Piña, Grupo Star de Medellín, Conjunto Calisón y Joseíto Martínez. En 1987 graba al lado del compositor Hugo Molinares su primera producción, el álbum “Conjunto Calisón” donde pega temas como Mi Pequeña Nataly, La Montaña y Morenita Caribeña. Luego de estos éxitos decide formar su propia orquesta debutando en Barranquilla el 19 de marzo de 1988.
Después vinieron éxitos como Llorarás Llorarás, Lo Que El Negro Quiere, Te Quiero, Homenaje a Héctor Lavoe, Traicionera (cantando a dúo con su padre), Checumbia, con el cual empezó a figurar a nivel internacional, Checomanía, La Cucaracha (A Barata), La Cinturita, Maestranza N.º 2, Chemapalé, Carnavalero, A Son Palenque y El Quererén, entre otros.
También ha lanzado otros éxitos como Sobate El Coco, Me rasca El Galillo y El Guacamayo que pertenecen a su álbum recopilatorio Checazos de Carnaval 3 nominado en la categoría Mejor álbum Cumbia/Vallenato en la entrega de los Grammy Latinos realizada en 2007 en Las Vegas, Nevada.
A mediados de 2007, Checo retoma el género de la salsa con la producción "Checo En Su Salsa", donde se destaca el éxito El Amor. A finales de 2008 lanza su producción "Un Canto Alegre", un DVD grabado en vivo que recopila los grandes éxitos a lo largo de sus 20 años de carrera musical. Esta presentación en vivo contó como invitados a Silvestre Dangond, Alfredo Gutiérrez, Chelito De Castro, Petrona Martínez, Tom River y Javier Echeverría del Grupo Bananas, entre otros. Este álbum también fue lanzado en doble CD.
En 2013, ganó el Super Congo de Oro en el Festival de Orquestas del Carnaval de Barranquilla, siendo el segundo artista de la historia del carnaval en conseguir este galardón, después de Joe Arroyo.
En 2018 realizó un concierto por sus 30 años de carrera musical en la ciudad de Barranquilla que fue denominado Checo Acosta 30, en el cual tuvo como invitados a Juan Piña, Grupo Kvrass, Kevin Flórez y Bonny Cepeda, entre otros. Este álbum fue lanzado en DVD+CD.
Checo Acosta ha realizado giras a los Estados Unidos, que incluyen presentaciones en el Madison Square Garden de Nueva York y en el Miami Arena. También se ha presentado en países como España, Venezuela, Ecuador, Canadá, Costa Rica, Chile y Panamá.
Checo toca de forma empírica instrumentos como el piano, la guitarra, el timbal, el guache, el güiro, la conga y el bongó.
Es un prócer en la costa Caribe colombiana, especialmente en la ciudad de Barranquilla, donde hay una estatua a su nombre hecha por el escultor barranquillero Dave Lombana. Es el máximo representante del Carnaval de Barranquilla y de la costeñidad, siendo el faro moral y conceptual de todos los habitantes de la ciudad mencionada. El "Checo" como cariñosamente es llamado, fue proclamado hijo ilustre y adalid de la cultura Caribe, llevando el estandarte de la imagen de Barranquilla doquiera que vaya a presentar sus shows.

## Discografía

### Álbumes de estudio
- 1987 Conjunto Calisón (como Alci Acosta Jr.)
- 1988 ¡Despierta...! (como Alci Acosta Jr.)
- 1988 En Primer Lugar
- 1989 Sencillamente
- 1990 Camino Real
- 1991 Checo Acosta y Su Orquesta
- 1992 Con Sabor y Sentimiento
- 1994 Que Viva El Amor
- 1995 Solo Para Ti
- 1996 Está De Moda
- 1997 Herencia
- 1998 Checomanía
- 2000 Positiv+
- 2003 Pal Desorden
- 2006 Siempre De Moda
- 2007 Checo En Su Salsa: Lo Mejor y Lo Nuevo
- 2009 Checo Acosta y El Folclor De Mi Tierra
- 2011 El Carnaval Del Checo
- 2012 Chefusiones
- 2014 Sigue De Moda
- 2016 A Bailar De Todo
- 2020 El Rey Del Carnaval
- 2022 Clásicos De Mi Cumbia
- 2025 Son 30

### Álbumes recopilatorios
- 2000 Checazos de Carnaval 1
- 2004 Checazos de Carnaval 2
- 2005 15 Años de Éxitos
- 2007 Checazos de Carnaval 3
- 2017 30 Años de Éxitos

### Álbumes en vivo
- 2008 Un Canto Alegre: 20 años de éxitos en vivo (Lanzado en DVD y doble CD)
- 2018 Checo Acosta 30 (Lanzado en DVD y CD)

### Sencillos
- Morenita Caribeña
- El Borracho
- El Mundo Se Detuvo
- Checumbia
- Chemapalé
- Me Rasca El Galillo
- La Cinturita
- El Guacamayo
- Carnavalero
- Te Quiero
- El Quererén
- Esa Nena
- Caliente
- La Maestranza N° 2
- La Canción Del Carnaval
- Arena Caliente
- Sobate El Coco
- El Amor
- Lo Que El Negro Quiere
- Canto Al Carnaval
- Checomania
- Quien Lo Vive Es Quien Lo Goza
- Trakatá
- Puro Chateo (feat Edwin Gómez "El Fantasma")
- Tambalele (feat Joe Arroyo)
- La Llorona Loca (feat Juan Piña)
- A Lo Que Vinimo! (feat Elder Dayán Díaz y Mr Black)
- Lloraras Lloraras
- La Montaña
- La Cucaracha (A Barata)
- Contigo
- No Muera La Cumbia
- Tilín Tilín
- Chenavideño
- El Cacique En Carnaval (feat Elder Dayán Díaz)
- El Mico
- El Descongelao

## Filmografía

### Televisión
| Año  | Programa               | Canal              | Rol                      |
| ---- | ---------------------- | ------------------ | ------------------------ |
| 2005 | Los Reyes              | Canal RCN          | Cameo como el mismo      |
| 2009 | Cantando en el trabajo | Canal RCN          | Líder de equipo          |
| 2013 | La pista               | Caracol Televisión | Líder grupo Fluxus Dance |
| 2018 | Masterchef Celebrity   | Canal RCN          | Participante.            |
| 2021 | ¿Quién es la Máscara?  | Canal RCN          | Participante.            |

### Videos Oficiales
- Te Quiero
- No Muera La Cumbia
- Canto Al Carnaval
- Lo Que El Negro Quiere
- Checomania
- La Cucaracha (A Barata)
- Chemapalé
- Checumbia
- Carnavalero
- La Llorona Loca (a dúo con Juan Piña)
- Tambalele (a dúo con Joe Arroyo)
- Quien Lo Vive Es Quien Lo Goza
- Adiós Centurión
- Trakata
- Chepuya
- Esa Nena
- Caliente
- Sharon
- Contigo
- El Rey Del Carnaval
- Sobate El Coco
- Lloraras, Lloraras
- El Borracho
- Checarnaval
- Checazo Carnavalero
- El Quererén
- El Tigre De La Montaña
- Los Tambores De Mi Tierra
- Yo Me Llamo Cumbia
- El Amor
- Me Rasca El Galillo
- El Guacamayo
- Tilín Tilín
- El Mico
- El Descongelao
- El Amor
- Un Canto Alegre

## Premios y nominaciones

### Premios Grammy Latinos
| Año  | Trabajo nominado        | Categoría                        | Resultado |
| ---- | ----------------------- | -------------------------------- | --------- |
| 2007 | Checazos De Carnaval 3  | Mejor Álbum Cumbia / Vallenato   | Nominado  |
| 2010 | El Folclor de mi Tierra | Mejor Álbum Tropical Tradicional | Nominado  |
| 2015 | Sigue de Moda           | Mejor Álbum Tropical Tradicional | Nominado  |
| 2019 | Checo Acosta 30         | Mejor Álbum Salsa                | Nominado  |
| 2022 | Clasicos De Mi Cumbia   | Mejor Álbum Cumbia / Vallenato   | Nominado  |

### Premios Nuestra Tierra
| Año  | Trabajo nominado | Categoría                  | Resultado |
| ---- | ---------------- | -------------------------- | --------- |
| 2020 | Checo Acosta     | Artista folclórico del Año | Nominado  |

### Congos de Oro
Otorgado en el Festival de Orquestas del Carnaval de Barranquilla:
| Año  | Trabajo nominado | Categoría  | Resultado |
| ---- | ---------------- | ---------- | --------- |
| 1994 | Checo Acosta     | Tropical   | Ganador   |
| 1996 | Checo Acosta     | Tropical   | Ganador   |
| 1997 | Checo Acosta     | Lo Nuestro | Ganador   |
| 1998 | Checo Acosta     | Lo Nuestro | Ganador   |
| 1999 | Checo Acosta     | Tropical   | Ganador   |
| 2004 | Checo Acosta     | Tropical   | Ganador   |
| 2007 | Checo Acosta     | Tropical   | Ganador   |
| 2009 | Checo Acosta     | Tropical   | Ganador   |
| 2010 | Checo Acosta     | Tropical   | Ganador   |
| 2013 | Checo Acosta     | Supercongo | Ganador   |